# Eva Malmström Jonsson
Eva Malmström Jonsson, född 1966, är en svensk kemist och professor i polymerkemi vid Kungliga Tekniska högskolan (KTH) i Stockholm. Hon är verksam inom områdena funktionella polymerer, ytbehandlingsteknik samt utveckling av biobaserade material från förnybara resurser. Sedan 2020 är hon föreståndare för Wallenberg Wood Science Center, ett forskningscenter med fokus på att ta fram nya material från skogsråvara.

## Biografi
Eva Malmström Jonsson disputerade i polymerteknik vid KTH. Hon är idag (2025) professor vid avdelningen för ytbehandlingsteknik, och var prorektor vid KTH mellan 2009 och 2016.

## Forskning
Malmström Jonssons forskning handlar om syntes och modifiering av funktionella polymerer, särskilt ytmaterial, hybridmaterial och nanocellulosa-kompositer. Hon har fokuserat på biobaserade monomerer och hållbar materialutveckling, med tillämpningar inom förpackningar, elektronik och medicinteknik. 
Som föreståndare för Wallenberg Wood Science Center leder hon forskning om framtida träbaserade materiallösningar.

## Utnämningar och uppdrag
Malmström Jonsson är ledamot av Kungliga Vetenskapsakademien samt av Kungliga Ingenjörsvetenskapsakademien. Hon har varit aktiv i flera vetenskapliga råd och styrelser inom naturvetenskap och teknik.